# Bandiere e Fantasia
Bandiere e Fantasia è una gara ad invito tra gruppi di sbandieratori e musici organizzata dal Comitato Palio del Comune di Castell'Alfero nel periodo estivo, in collaborazione con la locale Pro Loco. In questa competizione, in cui vige un regolamento redatto ad hoc, ciascun gruppo svolge un esercizio unico della durata di 15-20 minuti, mettendo in mostra le parti migliori del proprio repertorio. La prima edizione, svoltasi nel 2006, ha visto la partecipazione del gruppo ospitante di Castell'Alfero, degli Alfieri di Costigliole e del gruppo del Borgo San Pietro. L'anno successivo i partecipanti salgono a quattro: oltre a Castell'Alfero e Costigliole infatti partecipano il gruppo del Borgo San Marzanotto e quello del Borgo Patìn e Tesòr di Alba.
La terza edizione della manifestazione si è arricchita con una serata medioevale, svoltasi la sera della vigilia nella cornice di Piazza Castello. La gara di bandiere, prevista per il giorno successivo, ha subito un rinvio causa maltempo e, successivamente, è stata convertita in via eccezionale in un'esibizione non competitiva per la defezione di alcuni partecipanti annunciati. La competizione è ripresa a partire dall'edizione 2012, con 6 gruppi partecipanti. Dopo il 2012 non ci sono più state edizioni della gara.

## Albo d'oro
| Edizione       | Simbolo | Gruppo vincitore              | Gruppi partecipanti |
| -------------- | --- | ----------------------------- | ------------------- |
| 16 luglio 2006 | | Alfieri di Costigliole d'Asti | 3                   |
| 24 giugno 2007 | | Alfieri di Costigliole d'Asti | 4                   |
| 15 giugno 2008 | Rinviata al 12 ottobre per maltempo. Manifestazione non competitiva per la defezione in extremis di alcuni partecipanti | -                             | -                   |
| 2009-2011      | non disputata | -                             | -                   |
| 17 giugno 2012 | | Borgo San Lazzaro             | 6                   |
| 2013- a oggi   | | non più organizzata           | -                   |